# یانوش وایس
یانوش وایس (لهستانی: Janusz Weiss؛ ‏ ۳۱ مهٔ ۱۹۴۸ – ۱۰ مارس ۲۰۲۳) روزنامه‌نگار، نویسنده، مجری و بازیگر اهل لهستان بود. او در سال ۲۰۱۱ برندهٔ نشان افتخار تولد لهستان شد.
از فیلم‌هایی که وی در آن‌ها نقش داشته‌است، می‌توان به کونگ-فو اشاره نمود.